# Cynthia Martínez Benavides
Cynthia Martínez Benavides (La Joya, California, 1967) es grabadora, ilustradora, curadora, gestora cultural, investigadora y docente.
Ha sido gestora y directora en Oaxaca del Museo de Arte Contemporáneo de Oaxaca y dirigió la Biblioteca del Instituto de Artes Gráficas de Oaxaca del 2002 al 2003. En la Ciudad de México fue Jefa de Sección de Actividades Culturales en la Universidad Autónoma Metropolitana sedes Cuajimalpa y Xochimilco. Desde 2019 es jefa del Centro Cultural Casa del Tiempo desarrollando ejes laborales de gestión cultural desde la perspectiva de género, interculturalidad, ciudadanía y cultura popular.

## Biografía
Estudió la licenciatura en Grabado en la Escuela Nacional de Pintura Escuela de Grabado La Esmeralda de 1987 a 1993 y la maestría en Comunicación y Lenguajes Visuales en el Instituto de Investigación en Comunicación y Cultura de 2008 a 2014.
Cynthia Martínez ha ocupado varios cargos institucionales en espacios culturales y académicos mexicanos como coordinadora de exposiciones en el Museo de Arte Contemporáneo de Oaxaca en dos periodos de 1993 a 1998 y de 2004 a 2005, directora de la biblioteca del Instituto de Artes Gráficas de Oaxaca de 2002 a 2003 así como jefa de la sección de Actividades Culturales de la Universidad Autónoma Metropolitana sedes Cuajimalpa y Xochimilco, vinculando ámbitos académicos, comunitarios y artísticos para generar espacios de intercambios culturales. Desde 2019 es la Jefa del Centro Cultural Casa del Tiempo de la UAM.
Es colaboradora en el colectivo Guenda, grupo de mujeres independientes de mujeres artistas oaxaqueñas, exponiendo en múltiples ocasiones en "México, Estados Unidos, Alemania y Cuba en diferentes espacios y foros culturales como Museo Macay, (Mérida, Yucatán), Casa Lamm (Ciudad de México) Visual Art Center (Newport, Oregon, E.U.) Universidad de Bielefeld, Alemania, entre muchos otros".
Es fundadora y colaboradora activa del Programa Institucional Cuerpos que Importan de la Universidad Autónoma Metropolitana que busca prevenir y atender la violencia de género dentro de los diferentes recintos de la universidad.
Fue organizadora de foros como el de Diseño Textil Artesanal, Creatividad, Género e Interculturalidad.
En el 2020, como jefa del Centro Cultural Casa del Tiempo de la Universidad Autónoma Metropolitana, coordinó la pieza La manta de curación, es un "proyecto independiente de arte público y social impulsado por un colectivo femenino inspirado en el patchwork, técnica antigua ideada por mujeres, mediante la cual se tejen retazos de tela para crear mantas" en el Zócalo de la Ciudad de México que busca entretejer retazos de tela intervenidos por múltiples mujeres del país sobre las diferentes experiencias que viven cotidianamente las mujeres. Fue integrado por más de 500 piezas (70cm por 70 cm) en las que las artistas bordaron, pintaron, grabaron, imprimieron, escribieron o hicieron collage para expresarse. Martínez mencionó que “esa manta es como tejer la realidad que viven y padecen todos los días las mujeres, utilizando el arte en protesta contra la violencia no sólo en el país, sino también en el mundo.”

## Reconocimientos
- Fondo Nacional para la Cultura y las Artes (FONCA) en 1994 en el área de Jóvenes Creadores[17]
- Fondo Estatal para la Cultura y las Artes (FOESCA -OAXACA) en 1998.[18]

## Líneas temáticas
En su carrera artística ha desarrollado e implementado temáticas de arte popular, vida cotidiana, género, misticismo, autobiografía y ciudad empleando diversas técnicas artísticas como el grabado, el bordado, la pintura, el collage e instalación y exponiendo su trabajo individual y colectivamente a nivel tanto nacional como internacional.

## Exposiciones
Colectivas
- Exposición El Sendero de los Espejos, Colectivo Arte Guenda, Museo de los Pintores Oaxaqueños, Oaxaca, Oaxaca (2019)[19]
- PARÉNTESIS, Museo de Arte Contemporáneo de Oaxaca (2009)[20]
- Participación en la carpeta Guenda de Papel, Colectivo Guenda, Oaxaca, Guantánamo, Cuba[21]
- Centro de Producción Gráfica Caracol Púrpura. Galería Universitaria, Universidad Autónoma de Aguascalientes (2007)[22]